# Syed Abduláh Šáh

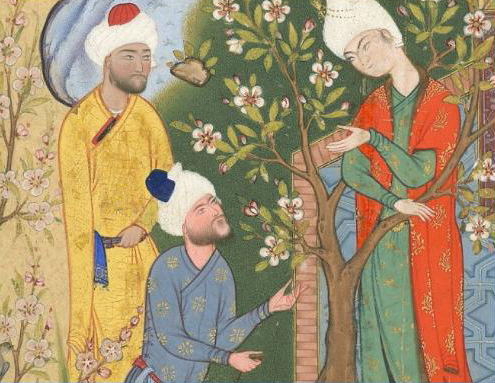
Súfismus

Syed Abduláh Šáh byl súfijský svatý. Lidově je také známý jako Hazrat Hajji Bahadar Kohati.

## Život
Syed Abduláh Šáh se narodil 31. července 1581 za vlády mughalského císaře Šáhdžahána ve městě Ágra na území dnešní Indie. Jeho otcem byl Syed Shah Muhammad Sultan, podle pověsti sahaly kořeny této rodiny až k imámu Husajnovi. Kmen se přistěhoval na území Indie z oblasti Afghánistánu, část zůstala právě v Agře, část pokračovala dál na východ a část se vrátila po čase opět na západ, kde se usadila v oblasti Chajbar Paštúnchwá. (Někteří z potomků tohoto kmene zde žijí stále v okrese Nowšera a aktivně se ke svému předkovi, Hazrat Bagadarovi, hlásí.) 
Když mu bylo 17 let, navštívil Chajbar Paštúnchwá, odkud se následně vydal do Bengalúru. Tuto cestu vykonal v rámci tradice baet, která ukládala mladíkům povinnost vykonat cestu na posvátné místo. Podle rodinného záznamu tam Syed Abduláh Šáh strávil tři roky. Poté se nevrátil do rodné Ágry, ale zamířil do přístavního města Surat, kde prožil dalších jedenáct let, načež se odstěhoval do Kohatu. V roce 1645 vykonal poprvé pouť hadždž. O několik let později, v roce 1657, cestu zopakoval v doprovodu duchovního učitele muršída Syed Adama Bangorema. Tehdy se jednalo o velkou výpravu, které se zúčastnilo přes 400 následovníků a společně dosáhli Svaté země. Tito lidé se pak usadili v Medíně, zatímco Syed Abduláh Šáh se vrátil do Kohatu, aby šířil islám. Coby muž církve používal jméno Hazrat Hajji Bahadar Kohat a se těšil velké oblibě, stal se dokonce duchovním vůdcem mladého císaře Aurangzéba při jeho baetu.
Syed Abduláh Šáh zemřel údajně okolo roku 1690, zanechal po sobě pět synů.

## Hrobka
Jeho hrobka funguje jako poutní místo. Každoročně ji v rámci ursu, památky úmrtí súfijských svatých, navštíví stovky lidí.